# Fărău
Fărău – wieś w Rumunii, w okręgu Alba, w gminie Fărău. W 2011 roku liczyła 509 mieszkańców.